# Rio Jialing
O rio Jialing (chinês tradicional: 嘉陵江,chinês simplificado: 嘉陵江,pinyin: jīalíngjiāng,Wade-Giles: chia-ling-chiang) é um longo rio asiático, um afluente do rio Yangtzé que tem a sua origem na província de Gansu.    Recebe o seu nome desde seu interseção em Vale Jialing, no condado de Feng de Shaanxi e têm uma longitude de 1.119 km, contando desde a sua fonte o rio Bailong.
Antigamente era conhecido como Langshui (chinês simplificado: 阆水; em pinyin: làngshǔi) ou Yushui (chinês simplificado: 渝水; em pinyin: yúshǔi).

## Geografia

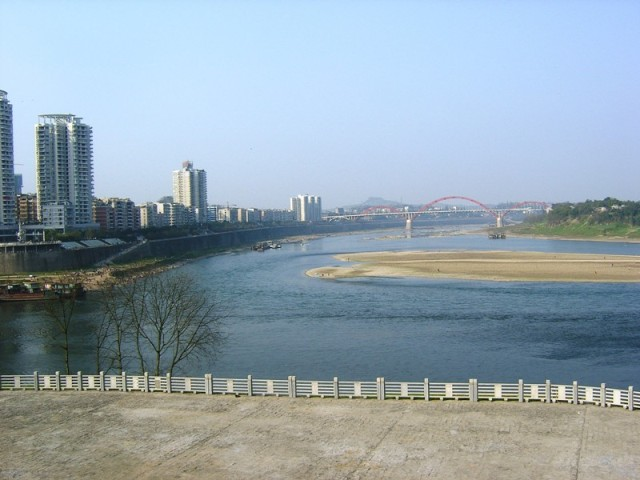
O rio a seu passo por a cidade de Hechuan.

O rio Jialing nasce na confluência dos rios Bailong e Xihanshui, em Lianghekou, em Lueyang (cidade Hanzhong, Shaanxi). O trecho desde a confluência até Zhaohua considera-se a parte alta do rio. O curso médio situa-se entre Zhaohua e Hechuan e águas abaixo de Hechuan até a desembocadura em Chongqing considera-se o curso inferior.
A característica mais notável do rio Jialing é seu sinuoso curso. Desde Zhangwang Miao (Templo de Zhangfei) em Guangyuan até Longdongtuo em Hechuan, há uma distância em linha recta só ligeiramente superior a 200 km e, no entanto, o rio percorre nesse trajecto mais de 600 km. A parte mais tortuosa de seu curso está entre Nanchong e Wusheng.

### Afluentes
Há um grande número de afluentes ao longo do Jialing. As afluentes mais importantes são o rio Fu (ou Fujiang, também conhecido como Sui He), de 700 km de longitude,  e o rio Qu (ou Qujiang), de 720 km, que desembocam ambos no Jialing nas proximidades da cidade de Hechuan.

### Principais cidades ao longo do rio

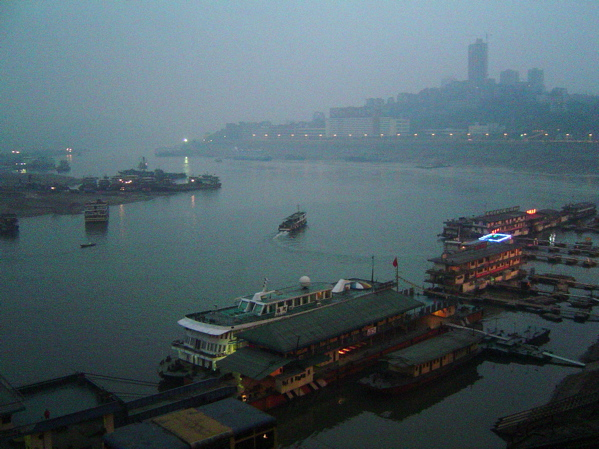
Encontro do Jaialing e o Yangtzé, na cidade de Chongqing.

As principais cidades pelas quais passa o rio são as seguintes:
- Lueyang (200.361 hab. em 1999[2]
- Guang'an (4.443.000 hab.)
- Wangcang (445 963 hab. em 1999)
- Jiange (671.643 hab. em 1999)
- Cangxi (765.617 hab. em 1999))
- Langzhong (849.224 hab. em 1999)
- Peng'an (675 280 hab. (1999)
- Nanchong (7.300.000 hab.)
- Wusheng (787 093 hab. (1999)
- Hechuan (1.530.000 hab.)
- Chongqing (5.090.000 hab. na cidade em 2000).

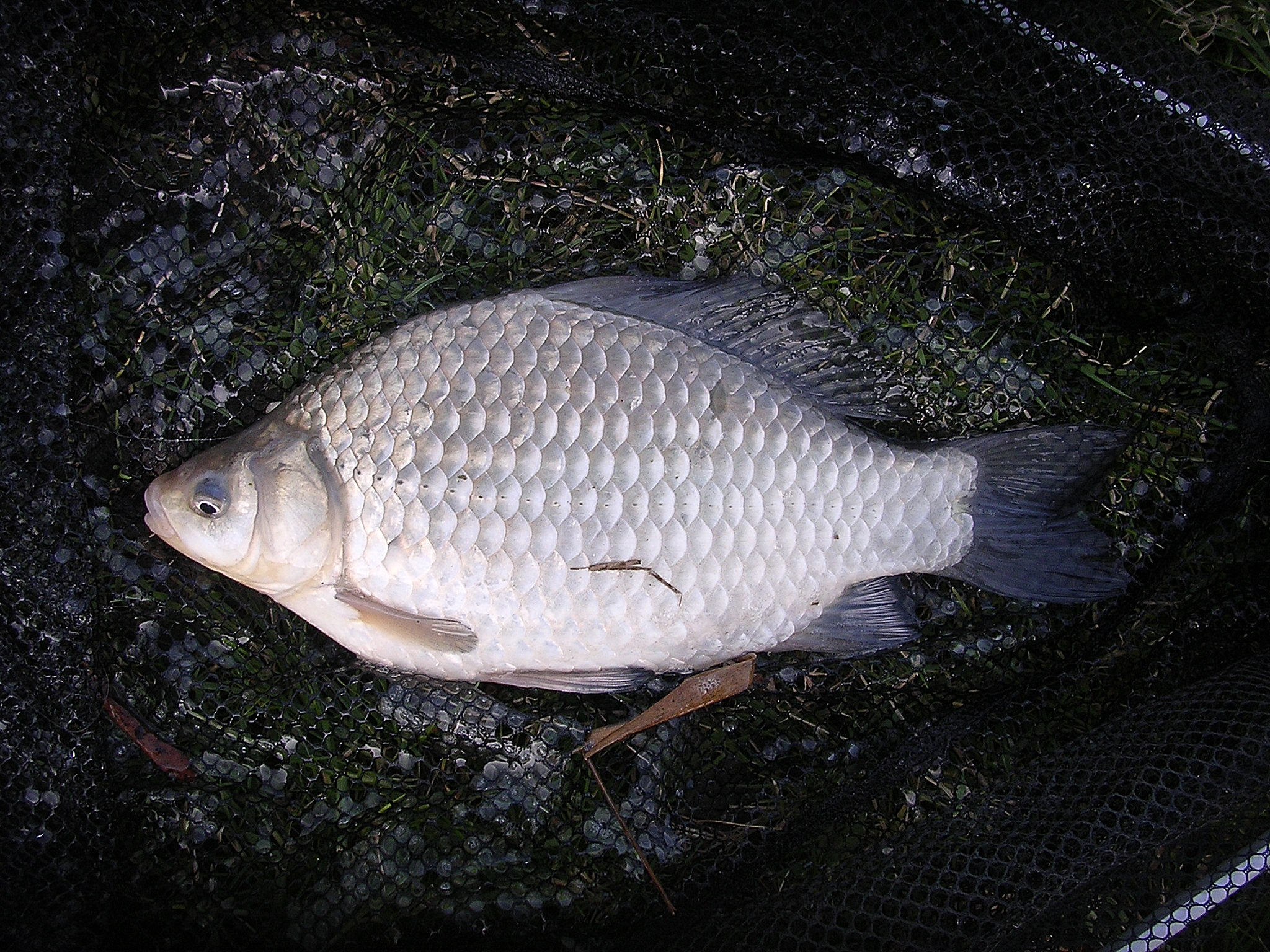
Carassius auratus